# Cleistes venusta
Cleistes venusta é uma espécie de orquídea terrestre de folhas alternadas e flores grandes que abrem em sucessão, com raízes tuberosas delicadas, habitante da Colômbia.